# Joan Portal i Presas
Joan Portal i Presas (Arenys de Mar, Maresme, 1869 — Barcelona, Barcelonès, 1934) va ser un poeta i prosista català.
Comerciant de professió, va ser escriptor de ploma fàcil i col·laborà, sobretot amb versos de tradició jocfloraclesca i articles patriòtics, en nombroses publicacions locals i comarcals, com ara “La Costa de Llevant”, “La Veu de Tortosa”, “Lo Sometent”, “Lo Lliri” i “Les Quatre Barres”. Més ocasionalment també va escriure en periòdics de Barcelona, com La Il·lustració Catalana, “Catalunya Artística” i La Veu de Catalunya. Al fulletó de La Renaixença publicà la seva única novel·la, Vora la mar (1896), que és un cant al seu ideal mariner frustrat i alhora un retrat costumista de la vila d'Arenys.